# آکانتوسرکوس
آکانتوسرکوس (نام علمی: Acanthocercus) نام یک سرده از تیره مارمولک‌های اژدها است.